# R-5 포베다

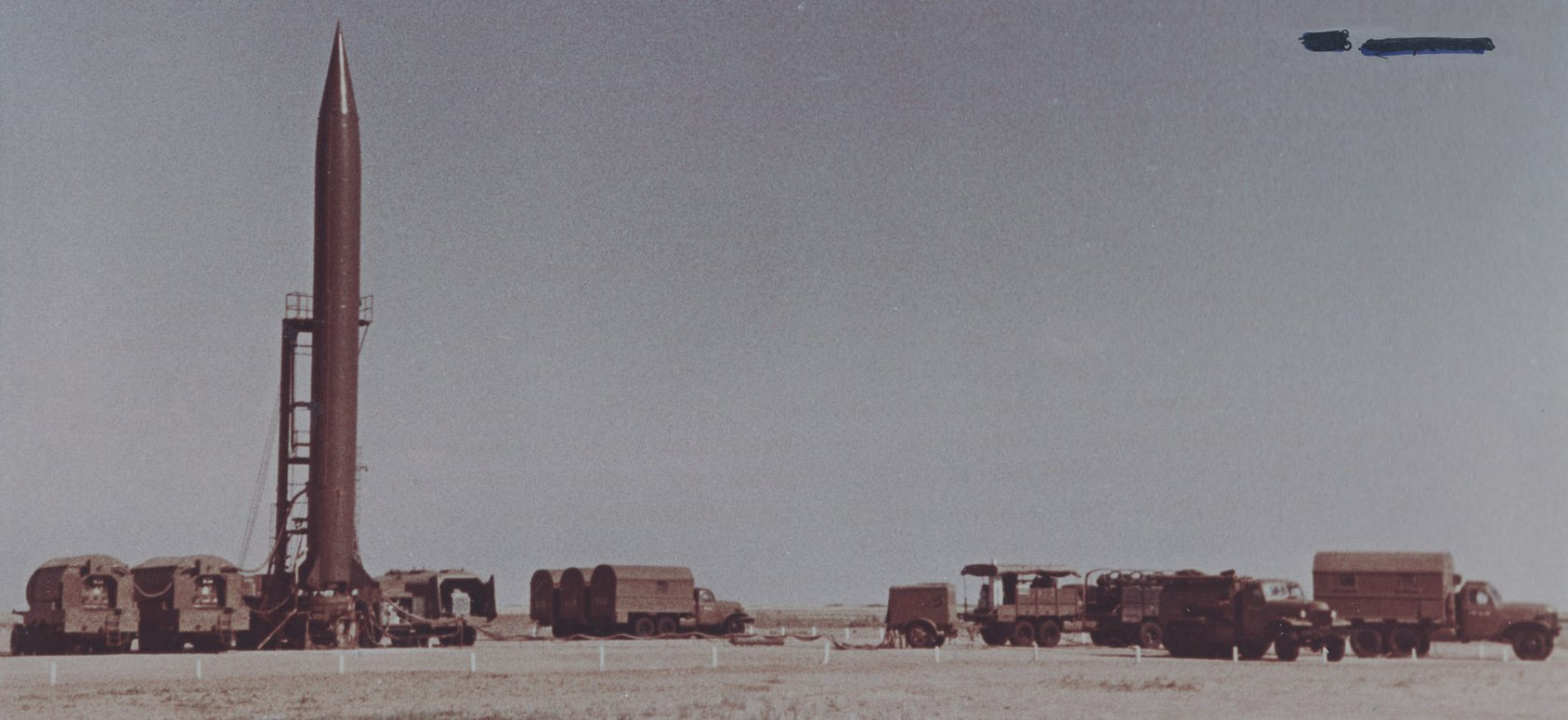
R-5M 미사일

R-5 포베다는 소련의 준중거리 탄도 미사일(MRBM)이다.

## 역사
에틸알콜 연료와 액체산소 산화제를 사용한다. 연료주입시간은 2시간 30분, 연료주입후 최대대기시간은 1시간이다.
1956년 5월 21일 실전배치된 R-5M은 소련 최초의 실전배치된 핵미사일이다. 유럽의 수많은 나라들을 위협했다.
1959년 동독 보겔상과 퓌르스텐베르크/하벨 R-5M을 배치했다. 소련 밖에 배치한 최초의 핵미사일이다.
무게 29.1톤, 1단 액체연료, 사거리 1,200 km, 60-80 kt, 300 kt, 1 Mt 핵탄두를 장착했다.

## 같이 보기
- 미사일 목록